# Krapina (stad)
Krapina (Hongaars: Korpona , Duits: Grabing) is een stad in de Kroatische provincie Krapina-Zagorje met (2001) een inwoneraantal van 4647 in de stad en 12.950 (2001) in de gemeente. Krapina ligt in het heuvelachtige gebied van Zagorje, zo'n 50 kilometer noordelijk van Zagreb en 55 km westelijk van Varaždin.

## Prehistorie
In 1899 vond de archeoloog en paleontoloog Dragutin Gorjanović-Kramberger op de Hušnjak-heuvel meer dan 800 fossiele skeletresten van een grote groep neanderthalers, waarvan de ouderdomsschattingen uiteenlopen van 31.000 tot 100.000 jaar oud. Het betrof ruim 900 botfragmenten: de incomplete resten van naar schatting 24 tot 30 of wellicht zelfs 80 verschillende individuen, waaronder vrouwen en kinderen. Er is wel door paleoantropologen geopperd dat dit de overblijfselen zouden zijn van een (grote) kannibalistische maaltijd. Een indicatie daarvoor zouden de in de lengterichting gespleten tibiae en afgeslagen gewrichtskoppen zijn, en het feit dat de resten deels verkoold en tussen dierenbeenderen aangetroffen waren. Aanvankelijk werd in het begin van de 20e eeuw ook wel verondersteld dat het de resten betrof van twee verschillende rassen neanderthalers, de Homo neanderthalensis var. spyensis, een soort waarvan de eerder te Spy in de Ardennen gevonden skeletten representanten zouden zijn, en een plaatselijke variant, de Homo neanderthalensis var. krapinensis, of van neanderthalers en de vanuit Azië binnenvallende moderne mens die hier met elkaar slaags zouden zijn geraakt. De onderlinge verschillen tussen de gevonden skeletresten bleken echter niet dusdanig om de conclusie te rechtvaardigen dat het verschillende mensensoorten of "rassen"" zou betreffen.
Gorjanović-Kramberger was de eerste die het mogelijke bestaan van kannibalisme onder de Krapina-Neanderthalers voorstelde. Het idee van mogelijk kannibalisme werd gesteund door een aantal latere wetenschappers, maar wordt tegenwoordig minder aannemelijk geacht.

## Historie
De stad Krapina bestaat sinds 1193. De Kroatische en Hongaarse heersers vonden Krapina altijd al een goede plek voor het bouwen van kastelen en landgoederen. Vandaag de dag is Krapina een redelijk ontwikkelde stad, met een jaarlijks festival de kajkavskih popevki waarbij liederen gezongen worden in het lokale Kajkaviaanse dialect van het Kroatisch. Krapina ligt vlak bij de gemeente Krapinske Toplice (de warmwaterbronnen van Krapina).